# إيه إيه دبليو ريسلينغ
أول أميريكان ريسلينغ (بالإنجليزية: All American Wrestling)‏ وتعرف بـ إيه إيه دبليو (بالإنجليزية: AAW)‏ هي حلبة مصارعة محترفة مستقلة كان مقرها في مدينة بروين والآن في ميريونتي في الولايات المتحدة.

## وصلات خارجية
- Official website
- AAW roster
- AAW Vanguard roster